# Green Island (Saba)
Green Island (niederländisch Groeneiland) ist eine kleine niederländische Felseninsel in der Karibik. Sie liegt 250 m nördlich der Insel Saba.
Die Insel ist unbewohnt und teilweise von niedrigen subtropischen Pflanzen bewachsen. Laut einer Untersuchung aus dem Jahr 1997 wurden auf Green Island Braunpelikane, Noddis (Anous stolidus), Weißbauchtölpel und die relativ seltenen Rotschnabel-Tropikvögel beobachtet. Von diesen nisten die drei letztgenannten Arten vermutlich auch auf der Insel.